# Pałac Luksemburski
Pałac Luksemburski (fr. Palais du Luxembourg) – pałac znajdujący się w Ogrodzie Luksemburskim w Paryżu, zaprojektowany przez Salomona de Brosse dla Marii Medycejskiej, małżonki Henryka IV. Jego budowa trwała od 1610 do 1630 roku. Na życzenie królowej projekt miał być wzorowany na pałacu Pittich we Florencji, gdzie spędziła dzieciństwo. Ostatecznie jednak powstał typowo francuski pałac z elementami włoskimi w kompozycji elewacji (filary oraz zdobienia). Budowla ma trzy kondygnacje i wysoki, charakterystyczny dla epoki dach z lukarnami.
Od 1799 roku jest siedzibą Senatu Francji.